# Kat DeLuna
Kathleen Emperatriz "Kat" DeLuna, född 17 november 1987 i Bronx, New York, är en amerikansk sångerska, låtskrivare och dansare. Hon gjorde sitt första framträdande i Sverige i Kungsträdgården i Stockholm på Kulturfestivalen Ung 08. Hennes första låt var ("Whine Up") år 2007.

## Diskografi
Studioalbum
- 2007 – 9 Lives
- 2010 – Inside Out
- 2016 – Loading

Singlar
- 2007 – "Whine Up"
- 2007 – "Am I Dreaming"
- 2008 – "Run the Show"
- 2008 – "In the End"
- 2009 – "Unstoppable"
- 2010 – "Push Push"
- 2010 – "Party O'Clock"
- 2011 – "Dancing Tonight"
- 2011 – "Drop It Low"
- 2012 – "Wanna See U Dance (La La La)"
- 2015 – "Bum Bum"
- 2016 – "What a Night"
- 2016 – "Waves"

Som bidragande artist
- 2007 – "Cut Off Time" (med Omarion)
- 2008 – "Breathing Your Love" (med Darin)
- 2010 – "Somos El Mundo 25 Por Haiti" (med Artister för Haiti)
- 2011 – "I'm Alright" (med Jean-Roch)
- 2011 – "Tonite" (med Nicola Fasano)
- 2012 – "Dame" (med Shaggy)
- 2012 – "She Said Her Name Was VODKA" (med Fo Onassis)
- 2012 – "I Had a Dream" (med David Latour)
- 2012 – "Shake It" (med Dam'Edge)
- 2013 – "Always on My Mind" (med Costi)
- 2014 – "Last Call" (med The Bello Boys)
- 2016 – "Nobody" (med Faydee)